# Суйюаньская кампания
Суйюаньская кампания (кит. трад. 綏遠抗戰, упр. 绥远抗战, пиньинь Suīyuǎn kàngzhàn; яп. 綏遠事件) — попытка Мэнцзяна отторгнуть от Китайской республики провинцию Суйюань.

## Предыстория конфликта
В 1933 году, после японского вторжения в провинцию Жэхэ, было заключено перемирие между Китайской Республикой и Японской империей. Но Япония продолжала использовать внутренние конфликты между китайскими политическими группировками для уменьшения их силы. Некоторых местных правителей, например, князя Дэ Вана, Японии удалось склонить на свою сторону. Поскольку Япония не хотела нарушать перемирие, то было решено использовать войска Мэнцзяна и милитариста Ван Ина в борьбе с Китаем.

## Ход боевых действий
14 ноября 1936 года 7 и 8 дивизии Национальной армии Мэнцзяна и Великая ханьская справедливая армия напали на гарнизон Национально-революционной армии в городе Hongort.
Нападавшие не смогли взять город, и уже 17 ноября китайские войска контратаковали, обратив противника в бегство. Китайские войска атаковали штаб монгольских войск, причём НАМ потеряла 1200 солдат (300 убитыми, 600 раненными, 300 пленными). Великая ханьская справедливая армия также была разбита китайскими войсками.

## Последствия
Мелкие стычки на территории провинции Суйюань продолжались до июля 1937 года.
Победа китайской армии вызвала небывалый подъем национального сознания. Многочисленные делегации из разных провинций Китая посетили места боев, призывая к сопротивлению японцам. Победа в Суйюане уверила Чан Кайши в возросшей мощи Китайской армии и ее способности противостоять японцам, в результате во время столкновения с японцами в следующем году он занял более жесткую позицию.
К началу Японо-китайской войны (1937—1945) Дэ Ван сумел восстановить свою армию.
Национальная армия Мэнцзяна участвовала в захвате провинции Чахар.

## Топографические карты
- Wu Chuan nk49-8 Pai-ling-miao, Wu Chuan area of Suiyuan Province
- Chi-Ning nk49-9 T’ao-Lin(Hongge’ertu), Shengdu, Suiyuan — Chahar border